# Puccinia phragmitis

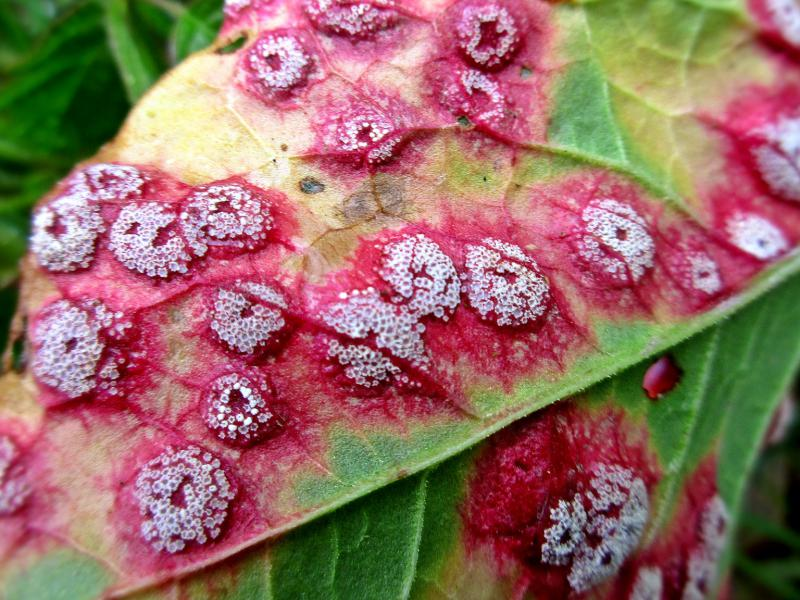
Ecja na liściu szczawiu

Puccinia phragmitis (Schumach.) Tul. – gatunek grzybów z rodziny rdzowatych (Pucciniaceae). Grzyb mikroskopijny pasożytujący na wielu rodzajach roślin w rodzinie rdestowatych (Polygonaceae) oraz na trzcinach (Phragmites). Wywołuje u nich chorobę zwaną rdzą.

## Systematyka i nazewnictwo
Pozycja w klasyfikacji według Index Fungorum: Puccinia, Pucciniaceae, Pucciniales, Incertae sedis, Pucciniomycetes, Pucciniomycotina, Basidiomycota, Fungi.
Po raz pierwszy zdiagnozował go w 1803 r. Christian Friedrich Schumacher nadając mu nazwę Uredo phragmitis. Obecną, uznaną przez Index Fungorum nazwę nadał mu Louis René Tulasne w 1854 r.
Synonimy:

- Aecidium rubellum Pers. ex J.F. Gmel. 1792
- Aecidium rubellum ß sparsum Gray 1821
- Aecidium rumicis Sowerby 1803
- Dicaeoma phragmitis (Schumach.) Kuntze 1898
- Dicaeoma rubellum (Pers. ex J.F. Gmel.) Arthur 1920
- Dicaeoma trailii (Plowr.) Kuntze 1898
- Lecythea phragmitis (Schumach.) Lév. 1847
- Lecythea phragmitis (Schumach.) Oudem. 1873
- Puccinia phragmitis (Schumach.) Körn. 1876 var. phragmitis
- Puccinia rubella (Pers. ex J.F. Gmel.) Arthur 1902
- Puccinia trailii Plowr. 1889
- Uredo phragmitis Schumach. 1803

## Morfologia
Jest pasożytem dwudomowym, tzn, że jego cykl życiowy odbywa się na dwóch żywicielach. Spermogonia i ecja tworzą się na różnych gatunkach rdestowatych, uredinia i teliospory na trzcinach.
Grzybnia rozwija się między komórkami porażonej rośliny, do ich wnętrza zapuszczając tylko ssawki pobierające substancje pokarmowe. Wiosną na porażonych liściach roślin z rodziny rdestowatych tworzą się czerwone plamy. Pod nimi, na dolnej stronie liści powstają kubkowate ecja o rozmiarach 18–23 × 15–19 μm. Powstają w nich ecjospory o pomarszczonej powierzchni. Cynamonowobrązowe, grudkowate uredinia powstają na obydwu stronach liści trzciny. Urediniospory o barwie od żółtej do złotobrązowej i kształcie od jajowatego do elipsoidalnego mają rozmiar  26–33 × 20–24 μm i pokryte są delikatnymi, czarnymi kolcami. Później powstają czekoladowobrązowe telia. Są również grudkowate i tworzą się na obydwu stronach liści. Teliospory dwukomórkowe, zazwyczaj elipsoidalne o barwie od złotej do jasnobrązowej z hialinowym trzonkiem o długości do 200 μm.

## Występowanie
Żywicielami ecjalnymi są różne gatunki szczawiu (Rumex) oraz Fallopia convolvulus, Fallopia japonica, Persicaria  bistorta, Persicaria maculosa. Żywicielem telialnym jest trzcina pospolita (Phragmites australis).